# Diocesi di Recanati
La diocesi di Recanati (in latino Dioecesis Recinetensis) è una sede soppressa e sede titolare della Chiesa cattolica in Italia.

## Territorio
La diocesi comprendeva i comuni marchigiani di Recanati, Porto Recanati, Montelupone, Montecassiano e Montefano.
Sede vescovile era la città di Recanati, dove fungeva da cattedrale la basilica di San Flaviano.
Al momento della piena unione con la diocesi di Macerata, nel 1986, la diocesi di Recanati comprendeva 18 parrocchie, così distribuite:
- Montefano: San Donato;
- Montecassiano: Santa Maria Assunta, Santa Teresa del Bambin Gesù;
- Montelupone: San Firmano, Santi Pietro e Paolo;
- Porto Recanati: Preziosissimo Sangue, San Giovanni Battista;
- Recanati: Cristo Redentore, Santissima Addolorata, San Biagio, San Flaviano (cattedrale), San Francesco, Santa Maria Assunta, Santa Maria della pietà, Santa Maria in Montemorello, Santi Agostino e Domenico, Santi Francesco e Eurosia, Santi Giuseppe e Filippo Neri.

## Storia
È dibattuta l'origine della diocesi di Recanati. Secondo alcuni autori (Cappelletti e Compagnoni) Claudio, episcopus provinciae piceni, che sulla testimonianza di san Girolamo era tra i firmatari del concilio di Rimini del 359, sarebbe stato vescovo di Recina, antico nome di Recanati prima della sua distruzione ad opera di Alarico all'inizio del V secolo. Non esistono tuttavia motivi per attribuire Claudio ad una determinata sede del Piceno.
La diocesi di Recanati fu eretta il 22 maggio 1240 con la bolla Rectae considerationis di papa Gregorio IX, ricavandone il territorio dalla diocesi di Numana. L'erezione di Recanati era motivata dal fatto che Osimo aveva aderito all'imperatore Federico Barbarossa e ciò aveva indotto il papa a privare dell'onore episcopale la città osimana e di trasferirne i privilegi alla fedele Recanati.
Tuttavia nel 1263 la città aveva aderito al partito del re di Sicilia Manfredi in lotta col papato. Questo spinse papa Urbano IV a sopprimere la diocesi con la bolla Cives Recanatenses del 27 luglio 1263, annettendone il territorio a quello di Numana. L'anno successivo, il 13 marzo, lo stesso pontefice, con la bolla Recti statera iudicii ripristinò la sede vescovile di Osimo e ribadì la soppressione della diocesi di Recanati. Quando i recanatesi ritornarono all'obbedienza papale, fu loro restituita la diocesi, con la bolla Apostolicae Sedis di papa Niccolò IV del 1º dicembre 1289. L'anno successivo, il pontefice dovette intervenire per regolare alcune questioni di confine tra le diocesi di Recanati e di Numana.
Nella notte fra il 9 e il 10 dicembre 1294, durante l'episcopato di Salvo, avvenne come riporta la tradizione, la traslazione della Santa Casa di Nazareth a Loreto, che allora faceva parte del territorio della diocesi di Recanati.
Nel frattempo la città e le sue autorità amministrative avevano aderito al partito dei ghibellini trovando un valido oppositore nel vescovo Federico, che parteggiava per i guelfi. Papa Giovanni XXII intervenne nel 1320, dapprima scomunicando i responsabili delle violenze contro il vescovo e sottoponendo la città ad interdetto ecclesiastico (1º ottobre) e poi, il 18 novembre, con la bolla Sicut ex debito, soppresse nuovamente la diocesi di Recanati ed eresse al suo posto quella di Macerata, il cui primo vescovo fu lo stesso Federico, trasferito da Recanati.
La vittoria del partito guelfo su quello ghibellino appianò le discordie e permise nuovamente l'erezione della diocesi di Recanati con bolla di papa Innocenzo VI dell'8 gennaio 1356; in questa occasione però il pontefice decise di unire aeque principaliter la sede recanatese con quella di Macerata.
Al vescovo, e poi cardinale, Angelo Cino si deve la ricostruzione della cattedrale.
Nel 1507 papa Giulio II sottrasse il santuario di Loreto alla giurisdizione del vescovo di Recanati e lo diede in amministrazione ad un governatore pontificio.
Il 7 gennaio 1516 le diocesi di Recanati e di Macerata furono nuovamente divise, anche se per un certo periodo furono amministrate congiuntamente dal cardinale Giovanni Domenico de Cupis. La divisione delle due sedi durò fino al 1571 quando l'unione fu ripristinata.
Il 17 marzo 1586 la diocesi di Recanati fu soppressa e contestualmente fu eretta la diocesi di Loreto, che ne incorporò il territorio. Nello stesso anno 1586 i territori di Castelfidardo e di Montecassiano, appartenenti in precedenza ad Osimo, furono ceduti alla diocesi di Recanati.
Su istanza degli abitanti di Recanati, papa Innocenzo IX decretò con una bolla del 19 dicembre 1591 il ristabilimento della diocesi di Recanati, ma morì il 29 dicembre senza poter dare attuazione alla sua decisione. Così spettò a papa Clemente VIII con una nuova bolla del 9 febbraio 1592 confermare l'erezione della diocesi e stabilirne l'unione aeque principaliter con quella di Loreto.
L'unione durò fino al 15 settembre 1934, quando, con la bolla Lauretanae Basilicae di papa Pio XI, fu soppressa la diocesi di Loreto ed il suo territorio incorporato in quello di Recanati, ad eccezione della basilica lauretana che, in base agli accordi presi con il governo italiano nel 1929, fu data in amministrazione diretta alla Santa Sede; a ricordo dell'antica diocesi ai vescovi di Recanati fu concesso il titolo di Recanati-Loreto. Inoltre la bolla concesse al vescovo Aluigi Cossio l'utilizzo del pallio, già in uso in precedenza ai vescovi di Loreto, nel territorio della propria diocesi.
L'11 ottobre 1935 il territorio dell'intero comune civile di Loreto fu sottomesso all'autorità religiosa dell'Amministratore Pontificio e sul medesimo territorio venne di conseguenza sospesa la giurisdizione del vescovo di Recanati-Loreto. Il 24 giugno 1965 Recanati cedette formalmente le parrocchie della città di Loreto alla neoeretta prelatura territoriale di Loreto e contestualmente assunse il nome di diocesi di Recanati.
Dal 1970 la diocesi fu data in amministrazione apostolica al vescovo di Macerata e Tolentino Ersilio Tonini mentre dal 1975 all'amministratore apostolico della medesima sede, Vittorio Cecchi.
L'11 febbraio 1976 Francesco Tarcisio Carboni fu nominato vescovo di Recanati, di Macerata e Tolentino, di Cingoli e di Treia, che furono così unite in persona episcopi.
Nel 1984 Castelfidardo fu ceduta nuovamente alla diocesi di Osimo, incorporando in cambio il comune di Montefano.
Il 25 gennaio 1985, con il decreto Quo aptius della Congregazione per i Vescovi, Recanati fu unita aeque principaliter con le sedi di Macerata, Tolentino, Treia e Cingoli.
Il 30 settembre 1986, con il decreto Instantibus votis della medesima Congregazione per i vescovi, fu stabilita la plena unione delle cinque diocesi e la nuova circoscrizione ecclesiastica assunse il nome di Macerata-Tolentino-Recanati-Cingoli-Treia, suffraganea dell'arcidiocesi di Fermo.
Il 17 dicembre 2022, in forza del decreto Plenam optatam unionem del Dicastero per i vescovi, la diocesi di Macerata-Tolentino-Recanati-Cingoli-Treia ha assunto il nome di "diocesi di Macerata", e Recanati è diventata una sede vescovile titolare della Chiesa cattolica; dal 21 aprile 2023 l'arcivescovo, titolo personale, titolare è Diego Giovanni Ravelli, maestro delle celebrazioni liturgiche pontificie, responsabile della Cappella musicale pontificia sistina e delegato pontificio per la basilica di Sant'Antonio di Padova.

## Cronotassi

### Vescovi di Recanati
- Raniero † (22 dicembre 1240 - ?)
- Pietro di Gregorio † (9 dicembre 1244 - ?)
- Matteo † (menzionato nel 1249 - ?)
- Bonagiunta, O.F.M. † (17 gennaio 1256 - 15 ottobre 1263 nominato vescovo di Jesi)
  - Sede soppressa (1263-1289)
- Salvo, O.P. † (12 dicembre 1289 - 1300 o 1301 deceduto)
- Federico † (13 novembre 1301 - 18 novembre 1320 nominato vescovo di Macerata)
  - Sede soppressa (1320-1356)
  - Sede restaurata e unita a Macerata (1356-1516)
- Luigi Tasso † (16 gennaio 1516 - settembre 1520 deceduto)
  - Giovanni Domenico de Cupis † (1º gennaio 1522 - 25 febbraio 1548 dimesso) (amministratore apostolico)
- Paolo de Cupis † (25 febbraio 1548 - 1552)
  - Giovanni Domenico de Cupis † (1552 - 6 marzo 1553 dimesso) (amministratore apostolico, per la seconda volta)
- Filippo Riccabella † (6 marzo 1553 - 1571 deceduto)
  - Sede unita a Macerata (1571-1586)
  - Sede soppressa (1586-1591)

### Vescovi di Recanati e Loreto
- Rutilio Benzoni † (9 febbraio 1592 - 31 gennaio 1613 deceduto)
- Agostino Galamini, O.P. † (11 febbraio 1613 - 29 aprile 1620 nominato vescovo di Osimo)
- Giulio Roma † (17 marzo 1621 - 21 agosto 1634 nominato vescovo di Tivoli)
- Amico Panici † (4 dicembre 1634 - 16 ottobre 1661 deceduto)
  - Sede vacante (1661-1666)
- Giacinto Cordella † (15 dicembre 1666 - 15 novembre 1675 deceduto)
- Alessandro Crescenzi, C.R.S. † (24 febbraio 1676 - 9 gennaio 1682 dimesso)
- Guarnerio Guarnieri † (16 febbraio 1682 - 30 dicembre 1689 deceduto)
- Raimondo Ferretti † (10 luglio 1690 - 9 gennaio 1692 nominato arcivescovo di Ravenna)
- Lorenzo Gherardi † (8 giugno 1693 - 5 aprile 1727 deceduto)
- Benedetto Bussi † (25 giugno 1727 - 2 ottobre 1728 deceduto)
- Vincenzo Antonio Maria Muscetolla † (15 dicembre 1728 - 16 gennaio 1746 deceduto)
- Giovanni Battista Campagnoli † (28 marzo 1746 - 25 giugno 1749 deceduto)
- Giovanni Antonio Bacchettoni † (1º dicembre 1749 - 30 agosto 1767 deceduto)
- Ciriaco Vecchioni † (14 dicembre 1767 - 12 giugno 1787 deceduto)
  - Sede vacante (1787-1800)[10]
- Felice Paoli † (12 maggio 1800 - 28 settembre 1806 deceduto)
- Stefano Bellini † (23 marzo 1807 - 8 settembre 1831 deceduto)
- Alessandro Bernetti † (30 settembre 1831 - 3 luglio 1846 deceduto)
- Francesco Brigante Colonna † (27 luglio 1846 - 29 maggio 1855 deceduto)
- Giovanni Francesco Magnani † (28 settembre 1855 - 6 agosto 1861 deceduto)
  - Sede vacante (1861-1863)
- Giuseppe Cardoni † (21 dicembre 1863 - 22 febbraio 1867 dimesso[11])
- Tommaso Gallucci † (22 febbraio 1867 - 3 ottobre 1897 deceduto)
- Guglielmo Giustini † (24 marzo 1898 - 27 aprile 1903 deceduto)
- Vittorio Amedeo Ranuzzi de' Bianchi † (22 giugno 1903 - 27 novembre 1911 dimesso[12])
- Alfonso Andreoli † (20 dicembre 1911 - 10 novembre 1923 deceduto)
- Aluigi Cossio † (20 dicembre 1923 - 15 settembre 1934 nominato vescovo di Recanati-Loreto)

### Vescovi di Recanati-Loreto, poi di Recanati
- Aluigi Cossio † (15 settembre 1934 - 12 agosto 1955 dimesso[13])
- Emilio Baroncelli † (12 agosto 1955 - 15 febbraio 1968 dimesso[14])
  - Sede vacante (1968-1976)[15]
- Francesco Tarcisio Carboni † (11 febbraio 1976 - 30 settembre 1986 nominato vescovo di Macerata-Tolentino-Recanati-Cingoli-Treia)

### Vescovi titolari
- Diego Giovanni Ravelli, dal 21 aprile 2023

## Statistiche
| anno | popolazione | popolazione | popolazione | presbiteri | presbiteri | presbiteri | presbiteri                | diaconi | religiosi | religiosi | parrocchie |
| anno | battezzati  | totale      | %           | numero     | secolari   | regolari   | battezzati per presbitero | diaconi | uomini    | donne     | parrocchie |
| ---- | ----------- | ----------- | ----------- | ---------- | ---------- | ---------- | ------------------------- | ------- | --------- | --------- | ---------- |
| 1950 | 50.607      | 50.707      | 99,8        | 152        | 62         | 90         | 332                       |         | 175       | 235       | 27         |
| 1970 | 45.186      | 45.186      | 100,0       | 71         | 39         | 32         | 636                       |         | 37        | 88        | 25         |
| 1980 | 47.974      | 47.990      | 100,0       | 73         | 40         | 33         | 657                       |         | 37        | 79        | 27         |